# Dichaetomyia trukensis
Dichaetomyia trukensis är en tvåvingeart som beskrevs av John Otterbein Snyder 1965. Dichaetomyia trukensis ingår i släktet Dichaetomyia och familjen husflugor. Inga underarter finns listade i Catalogue of Life.